# Closer (canción de Kylie Minogue)
"Closer" (en español: "Más cerca") es una canción pop de la cantante Kylie Minogue, de su undécimo álbum de estudio Aphrodite. Las canciones fueron escritas por Stuart Price y Beatrice Hatherley, y producida por Price.

## Composición
"Closer" es una canción pop, con algunas influencias de rock progresivo orquestal, un estilo nuevo para Minogue, con una apertura electrónica acompañada por rápidos ritmos pianísticos y sintetizadores espaciales que recuerdan a la banda sonora del popular videojuego Castlevania. El tempo de la canción es de 123 BPM y tiene una tonalidad de #Cm.

## Recepción crítica
Según Attitude Magazine describió la canción como un toque Daft Punk mezclado con el universo experimental de Impossible Princess.

## Personal
- Kylie Minogue - voz principal
- Stuart Price - composición, productor, mezcla
- Beatrice Hatherley - voces adicionales, composición
- Dave Emery - asistente

Fuente: